# Emmanuelle Riva
  Emmanuelle Riva  (francès: Paulette Riva)  (Cheniménil, 24 de febrer de 1927 - 16è districte de París, 27 de gener de 2017) nom artístic de Paulette Riva va ser una actriu de cinema i de teatre i poeta francesa.
El 2013, després de la seva interpretació a Amor, Emmanuelle Riva obté el César a la millor actriu, i una nominació als premis Oscar.

## Biografia
Nascuda en una modesta família obrera d'origen italià (el seu avi Alfred Riva havia nascut a Monvalle a Itàlia) a la vall de la Vologne al departament dels Vosges, la jove no està satisfeta amb l'ofici de modista al qual sembla destinada.
Gran lectora d'obres teatrals, s'apunta a una petita tropa aficionada de Remiremont.
Convençuda de les seves aptituds i malgrat l'oposició de la seva família, passa el concurs de l'escola del carrer Blanche. Va a París el 1953, i obté una borsa d'estudis. És llavors l'alumna de Jean Meyer.
Massa gran per pretendre a la formació prestigiosa del Conservatoire d'art dramàtic, obté el seu primer paper a l'Heroi i el Soldat, de George Bernard Shaw, en una posada en escena de René Dupuy.
Descobrint-la en el cartell de l'Épouvantail – una peça de Dominique Rolin, posada en escena per André Barsacq – Alain Resnais la imagina pel seu primer llargmetratge, Hiroshima mon amour, que la fa mundialment coneguda. El setembre de 1958, abans del rodatge, tretze anys després de l'explosió de la bomba del 6 d'agost de 1945, Emmanuelle Riva recorre els carrers de la ciutat màrtir amb el seu aparell de fotos Ricohflex i n'agafa la vida retrobada. Aquestes fotos il·lustraran l'obra col·lectiva No has vist res a Hiroshima.
Té un paper destacat a Kapò de Gillo Pontecorvo i encarna una agnòstica enamorada d'un home d'església, interpretat per Jean-Paul Belmondo, a Léon Morin, prêtre de Jean-Pierre Melville.
El 1962, Emmanuelle Riva és coronada a la Mostra de Venècia per la seva interpretació a Thérèse Desqueyroux de Georges Franju, adaptació de la novel·la homònima de François Mauriac. Franju la dirigeix de nou a Thomas l'imposteur sobre un guió pòstum de Jean Cocteau.
A continuació desapareix progressivament de les pantalles, rebutjant nombrosos projectes però exercint el seu ofici d'actriu al teatre, amb tota discreció, a prop de directors de renom: Jacques Lassalle, Roger Planchon o Claude Régy.
Als anys 1980, apareix a les realitzacions d'autors reputats difícils com Llibertat, la nit de Philippe Garrel i Les Yeux, la bouche de Marco Bellocchio. Té igualment un segon paper destacat a Tres colors: Blau de Krzysztof Kieślowski el 1993 on interpreta la mare de Juliette Binoche.
A més del cinema i el teatre, Emmanuelle Riva també va publicar tres reculls de poemes: Juste derrière le sifflet des trains (1969, reeditat l'any 1976), Le Feu des miroirs (1975) i L'Otage du désir (1982).
Amb 85 anys, té l'ocasió de tornar al primer pla del cinema mundial. En efecte, al costat de Jean-Louis Trintignant el 2012, és la intèrpret principal d'Amour de Michael Haneke, drama intimista i universal sobre la malaltia, la vellesa i la mort, premiat amb la Palma d'Or al 65è Festival de Canes, el César a la millor pel·lícula i el Oscar a la millor pel·lícula de parla no anglesa. La seva interpretació, com la de Trintignant, aconsegueix la unanimitat de la crítica, del públic i de la professió. Per aquest film en el qual encarna una professora de piano octogenària víctima de dos accidents vasculars cerebrals, assoleix, entre d'altres, el premi a la millor actriu europea l'any 2012, a continuació el BAFTA a la millor actriu i el César a la millor actriu l'any 2013. Rep igualment una nominació a l'Oscar a la millor actriu. A prop dels vuitanta-sis anys, esdevé l'actriu més gran mai nominada per aquest premi i es troba en competició amb l'actriu més jove de tota la història dels Oscars citada per aquest premi (Quvenzhané Wallis, nou anys, nominada per Bèsties del sud salvatge, film premiat també, el 2012, a Canes per la Càmera d'or).
S'apaga el 27 de gener de 2017 a l'edat de vuitanta-nou anys a conseqüència d'un càncer.

## Filmografia
Les seves pel·lícules més destacades són:

### Cinema
- 1958: Les Grandes Familles de Denys de La Patellière: una secretària
- 1959: Hiroshima mon amour d'Alain Resnais: Elle
- 1960: Le Huitième jour de Marcel Hanoun: Françoise
- 1960: Recours en grâce de László Benedek: Germaine
- 1960: Adua et ses compagnes (Adua e le compagne) d'Antonio Pietrangeli: Marilina
- 1961: Kapò de Gillo Pontecorvo: Terese
- 1961: Léon Morin, prêtre de Jean-Pierre Melville: Barny
- 1962: Climats  de Stellio Lorenzi: Isabelle
- 1962: Thérèse Desqueyroux  de Georges Franju: Thérèse Desqueyroux
- 1963: Caterina (de Félicien Marceau), telefilm de Gérard Herzog: Caterina
- 1963: Les Heures de l'amour (Le Ore dell'amore) de Luciano Salce: Maretta
- 1964: Le Gros Coup de Jean Valère: Clémence Grandval
- 1964: Le Coup de grâce de Jean Cayrol i Claude Durand: Sophie
- 1965: Thomas l'imposteur de Georges Franju: la princessa de Bormes
- 1966: L'Or et le Plomb d'Alain Cuniot: la dona de món
- 1967: Les Risques du métier d'André Cayatte: Suzanne Doucet
- 1967: Fruits amers de Jacqueline Audry: Soledad
- 1970: La Modification, de Michel Worms: Henriette
- 1971: L'Homme de désir, de Dominique Delouche: Valentine
- 1972: Les Portes de feu, de Claude Bernard-Aubert: la baronessa
- 1973: J'irai comme un cheval fou de Fernando Arrabal: la mare
- 1974: Ariane de Pierre-Jean de San Bartolomé: Pasiphae
- 1975: Au long de rivière Fango de Sotha: Mathilde
- 1976: Le Diable au cœur de Bernard Queysanne: madame Bouvier, la mare
- 1981: Les Jeux de la comtesse Dolingen de Gratz de Catherine Binet: una convidada
- 1982: Y a-t-il un Français dans la salle ? de Jean-Pierre Mocky: Adélaïde Tumelat
- 1982: Les Yeux, la bouche de Marco Bellocchio: la mare
- 1983: Liberté, la nuit de Philippe Garrel: Mouche
- 1983: Un homme à ma taille d'Annette Carducci: Lisa Leibovitch
- 1987: Funny Boy de Christian Le Hemonet: la mare de Micky
- 1988: Les Tribulations de Balthasar Kober de Wojciech Has: la mare
- 1989: La Passion de Bernadette de Jean Delannoy: mare Marie-Thérèse Vauzou
- 1991: Pour Sacha d'Alexandre Arcady: Mme Malka
- 1992: Loin du Brésil de Tilly: Juliette
- 1993: Trois Couleurs: Bleu de Krzysztof Kieślowski: la mare
- 1993: L'Ombre du doute d'Aline Issermann: l'àvia
- 1997: XXL d'Ariel Zeitoun: Sonia Stern
- 1999: Vénus beauté (institut) de Tonie Marshall: la tia Lyda
- 2001: C'est la vie de Jean-Pierre Améris: Dominique
- 2001: Médée, de Don Kent
- 2003: Vert paradis d'Emmanuel Bourdieu: la mare de Lucas
- 2004: Éros thérapie de Danièle Dubroux: Emma
- 2006: Mon fils à moi de Martial Fougeron: l'àvia
- 2006: Le vent, le vent de Frank Smith: veu off
- 2008: Le Grand Alibi de Pascal Bonitzer: Geneviève Herbin
- 2008: Un homme et son chien de Francis Huster: la dona creient a l'església
- 2009: Je ne dis pas non d'Iliana Lolic: madame Revison
- 2011: Le Skylab de Julie Delpy: àvia
- 2012: Amour de Michael Haneke: Anne
- 2013: Tu honoreras ta mère et ta mère de Brigitte Roüan: Granny
- 2013: Michael Haneke: Profession réalisateur (Michael Haneke – Porträt eines Film-Handwerkers) d'Yves Montmayeur (documental)
- 2016: Paris pieds nus de Dominique Abel i Fiona Gordon: Martha
- 2016: Marie et les naufragés: Suzanne

## Teatre
- 1954: Le Héros et le Soldat de George Bernard Shaw, posada en escena René Dupuy, Théâtre Gramont
- 1955: Espoir de Henri Bernstein, posada en escena de l'autor, Théâtre des Ambassadeurs
- 1956: Le Séducteur de Diego Fabbri, posada en escena François Périer, Théâtre de la Michodière
- 1956: La Profession de madame Warren de George Bernard Shaw, posada en escena Jean Wall, Théâtre de l'Athénée
- 1958: L'Épouvantail de Dominique Rolin, posada en escena André Barsacq, Théâtre de l'Œuvre
- 1963: Les Enfants du soleil de Maxime Gorki, posada en escena Georges Wilson, TNP Théâtre de Chaillot
- 1964: Zoo de Vercors, posada en escena Jean Deschamps, TNP Théâtre de Chaillot
- 1965: Badadesques de Jean Vauthier, posada en escena Marcel Maréchal, Théâtre du Cothurne, Théâtre de Lutèce
- 1965: L'Opéra du monde de Jacques Audiberti, posada en escena Marcel Maréchal, Théâtre du Cothurne, Théâtre de Lutèce
- 1966: Le Retour d'Harold Pinter, posada en escena Claude Régy, Théâtre de Paris
- 1967: La dianée d'une rêveuse de Copi, posada en escena Jorge Lavelli, Théâtre de Lutèce
- 1971: Vétir ceux qui sont nus de Luigi Pirandello, posada en escena René Dupuy, Théâtre de l'Athénée-Louis-Jouvet
- 1972: Macbeth de William Shakespeare, posada en escena Roger Blin
- 1972: Le jour le plus court de Jean Meyer, posada en escena de l'auteur, Théâtre des Célestins
- 1973: Sainte Jeanne de George Bernard Shaw, posada en escena Pierre Franck, Théâtre des Célestins
- 1975: C'est beau de Nathalie Sarraute, posada en escena Claude Régy, Théâtre d'Orsay
- 1976: Un mois à la campagne de Ivan Tourgueniev, posada en escena Jean Meyer, Théâtre des Célestins
- 1978: Remagen d'après Anna Seghers, posada en escena Jacques Lassalle, Festival d'Avignon, Théâtre Gérard Philipe
- 1976: Cantique des cantiques, Festival d'Avignon
- 1978: Remagen de Jacques Lassalle d'après Anna Seghers, posada en escena Jacques Lassalle, Festival d'Avignon, Théâtre Gérard Philipe (Saint-Denis)
- 1979: Les Fausses Confidences de Marivaux, posada en escena Jacques Lassalle, Théâtre Gérard Philipe (Saint-Denis)
- 1979: Avec ou sans arbres ? de Jeannine Worms, posada en escena Yves Bureau, Théâtre de l'Athénée
- 1980: Charcuterie fine de Tilly, posada en escena Michel Hermon, Théâtre de la Tempête
- 1982: L'Exil d'Henry de Montherlant, posada en escena Bernard Ristroph, Théâtre Hébertot
- 1983: Émilie ne sera plus jamais cueillie par l'anémone d'après Emily Dickinson, posada en escena Gabriel Garran, Festival d'Avignon, Théâtre de la Commune
- 1983: La Vie que je t'ai donnée de Luigi Pirandello, posada en escena Massimo Castri, Théâtre national de Strasbourg
- 1986: Regarde, regarde de tous tes yeux de Danièle Sallenave, posada en escena Brigitte Jaques-Wajeman, Petit Odéon
- 1987: Ma chère Rose de Josette Boulva i Marie Gatard, posada en escena Josette Boulva i Frédérique Ruchaud, Théâtre Montparnasse
- 1987: George Dandin de Molière, posada en escena Roger Planchon, TNP Villeurbanne
- 1988: George Dandin de Molière, posada en escena Roger Planchon, TNP, tournée
- 1989: La Bonne Mère de Carlo Goldoni, posada en escena Jacques Lassalle, Théâtre national de Strasbourg
- 1994: La Source bleue de Pierre Laville, France Culture
- 1997: Le Siège de Léningrad de José Sanchis Sinisterra, posada en escena Dominique Poulange, Théâtre national de la Colline
- 2000: Médée d'Euripide, posada en escena Jacques Lassalle, Festival d'Avignon
- 2001: Médée d'Euripide, posada en escena Jacques Lassalle, Odéon-Théâtre de l'Europe
- 2014: Savannah Bay de Marguerite Duras, posada en escena Didier Bezace, Théâtre de l'Atelier

## Premis i nominacions

### Premis
- 1962: Copa Volpi per la millor interpretació femenina a la Mostra de Venècia per Thérèse Desqueyroux
- 1964: Premi dels Periodistes mexicans del cinema: Deessa d'argent (Silver Goddess) a la millor actriu estrangera per Thérèse Desqueyroux
- 2012: Premi Marguerite Duras pel conjunt de la seva carrera
- 2012: Joseph Escenari Honorary Award del Festival internacional del film de Flandes-Gand
- 2012: 25a cerimònia dels premis del cinema europeu per la millor actriu europea per Amour
- 2012: 38a cerimònia dels premis Los Angeles Film Critics Association per la millor actriu per Amour
- 2012: 33a cerimònia dels premis Boston Society of Film Critics per la millor actriu per Amour
- 2012: 12a cerimònia dels premis New York Film Critics Online per la millor actriu per Amour
- 2012: 48a cerimònia dels premis Nacional Society of Film Critics per la millor actriu per Amour[8]
- 2013: 18a cerimònia dels premis Lumière per la millor actriu per Amour
- 2013: 33a cerimònia dels premis London Film Critics Circle per l'actriu de l'any per Amour
- 2013: 66a cerimònia dels premis British Academy of Film and Television Arts amb BAFTA a la millor actriu per Amour
- 2013: 38a cerimònia dels César amb César a la millor actriu per Amour

### Nominacions
- 1961: BAFTA a la millor actriu estrangera per Hiroshima mon amour
- 2012: Oscar a la millor actriu per Amour
- 2012: Satellite Award a la millor actriu per Amour

## Discografia
- Florilège de la Poesia Enamorada Francesa: Mitja Edat – Renaissance, poemes llegits per Emmanuelle Riva i Pierre Vaneck, Deutsche Grammophon Gesellschaft, col·lecció Arxiva literària no 43905.
- Fallarà que em recordi...Ravensbrück, poemes i textos de Micheline Maurel, dites per Silvia Monfort, Emmanuelle Riva, Catherine Sellers i Jany Sylvaire (30è aniversari de l'Alliberament dels camps), Alvares/La Caixa a Música.
- La Gran Nit (Ravensbrück), poemes inèdits dits per Silvia Monfort i Emmanuelle Riva, música de Joseph Kosma, Barclay.
- Tchaïkovski contat als nens, text de Michel Hofman, per Emmanuelle Riva, El Petit Ménestrel.
- Car Diego, Quiela t'abraça, text d'Elena Poniatowska, llegit per Emmanuelle Riva, Edicions Claudine Ducaté.